# Temporada 1999-2000 de la UE Figueres
La temporada 1999-2000 de la UE Figueres va arrencar el 31 de juliol de 1999 amb un amistós a Llançà. A la lliga de Segona Divisió B l'equip va sumar sis victòries en les set primeres jornades, fet que el va col·locar líder del grup fins a mitjan octubre. A partir de llavors, va entrar en una mala ratxa de resultats i a principis de desembre ja va sortir de la zona de promoció d'ascens a Segona Divisió A. Es va mantenir en la zona noble de la competició durant tota la temporada, amb opcions de tornar a entrar a la zona de promoció d'ascens fins a la darrera jornada, però els rivals directes van fer la feina i s'esvaïa, un any més, el somni de tornar a la categoria de plata. Finalment, el Figueres acabà en sisena posició, a només 4 punts de la zona de promoció d'ascens a Segona A, amb 17 victòries, 9 empats i 12 derrotes, amb 48 gols a favor i 39 en contra. La premsa va destacar la feina de l'entrenador, García Escribano, el qual es va convertir en el primer tècnic del Figueres, en els darrers quatre anys, a completar tota la temporada sense ser destituït. També es va subratllar el bon paper de l'equip al Municipal de Vilatenim, ja que va ser el millor equip local de la categoria, amb 39 punts de 57 possibles.

## Fets destacats
1999
- 31 de juliol: el Figueres disputa el primer partit amistós de la pretemporada, al camp del CE Llançà, amb victòria per 0 gols a 9.[1]
- 1 de setembre: darrer partit amistós del Figueres a Vilatenim contra el RCD Espanyol, amb derrota per 0 gols a 4.[5][6]
- 29 d'agost: primera jornada de lliga, a Vilatenim, contra el Yeclano Deportivo, amb triomf per 1 gol a 0.[7]

2000
- 14 de maig: últim partit de lliga a Vilatenim contra el Real Jaén CF, amb derrota per 2 gols a 4.[2]

## Plantilla
| Núm. | Pos. |                     | Jugador                               | Procedència          | Temporada |
| ---- | ---- | ------------------- | ------------------------------------- | -------------------- | --------- |
|      | POR  | Catalunya           | Esteve Moner Écija (Moner)            | Cadis CF             | 1997-1998 |
|      | POR  | Catalunya           | David Miranda Canet (Miranda)         | CD Banyoles          | 1999-2000 |
|      | POR  | País Basc           | Álvaro Iglesias Quintana (Iglesias)   | Gernika Club         | 1999-2000 |
|      | DEF  | Navarra             | José Antonio Oronoz Bidegain (Oronoz) | Real Unión           | 1997-1998 |
|      | DEF  | Castella i Lleó     | Luis Roberto García Toral (Roberto)   | CP Almería           | 1998-1999 |
|      | DEF  | Catalunya           | Jordi Freixa Hernández (Freixa)       | UE Olot              | 1998-1999 |
|      | DEF  | Galícia             | Javier Prieto Castro (Prieto)         | Cartagena FC         | 1999-2000 |
|      | DEF  | Uruguai             | Daniel Fernández Veiras (Dani)        | Cartagena FC         | 1999-2000 |
|      | DEF  | Catalunya           | Juan López Bravo (Bravo)              | Granada CF           | 1999-2000 |
|      | DEF  | Catalunya           | Carles Gimeno Cabezas (Gimeno)        | Pájara-Playas        | 1999-2000 |
|      | MIG  | Catalunya           | Àngel Cortada Borràs (Cortada)        | Vilobí CF            | 1993-1994 |
|      | MIG  | Catalunya           | Pere Belmonte Rincón (Piti)           | CE Sabadell FC       | 1998-1999 |
|      | MIG  | Comunitat de Madrid | Juan Manuel Pons Bascones (Pons)      | CP Mérida            | 1999-2000 |
|      | MIG  | Catalunya           | Pere Tarradellas Cámara (Tarradellas) | AEC Manlleu          | 1999-2000 |
|      | MIG  | Catalunya           | Germán Inglés Sánchez (Germán)        | RCD Espanyol B       | 1999-2000 |
|      | DAV  | Catalunya           | Juli Sunyer Serrat (Juli)             | AD Guíxols           | 1995-1996 |
|      | DAV  | Cantàbria           | José Luis Peña Revilla (Peña)         | Barakaldo CF         | 1996-1997 |
|      | DAV  | Catalunya           | José Ramírez Martín (Ramírez)         | CD Banyoles          | 1998-1999 |
|      | DAV  | Catalunya           | Jordi Martínez Filva (Jordi)          | Palamós CF           | 1999-2000 |
|      | DAV  | Catalunya           | José Cano Negro (Cano)                | FE Figueres          | 1999-2000 |
|      | DAV  | Illes Balears       | Juan José Samper Ferragut (Samper)    | Racing de Ferrol     | 1999-2000 |
|      | DAV  | Castella i Lleó     | Luis Enrique Díez Muñiz-Alique (Gusi) | Recreativo de Huelva | 1999-2000 |

Llegenda:  ·   Capità  ·   Juvenil  ·   Lesionat  ·   Altes  ·   Passaport europeu  ·   Extracomunitari  ·   Extracomunitari sense restricció
Altres jugadors utilitzats a la temporada: Israel Villarreal Nestares (CD Manchego), Jordi Masquef Creus (FE Figueres), Alexis Almansa Quero (FE Figueres), Miquel Soler (UE Olot)
| Baixes                          | Destinació        |
| Mikel Costanilla Velasco        | Yeclano Deportivo |
| Francisco Javier Prendes Arango | Yeclano Deportivo |
| Gorka Guarrotxena Menarguez     | SD Eibar          |
| Gorka Garagarza Fernández       | Terrassa FC       |
| Miguel Ángel Salas Bestard      | Terrassa FC       |
| Marcos Vallejo Gil              | Real Unión        |
| Arnau Sala Descals              | Córdoba CF        |
| Francesc Xavier Garcia Pimienta | CE L'Hospitalet   |
| Francesc Estañol Torrent        | Atlètic Pals      |
| Joan Sagué Turón                | CF Peralada       |
| Josep Santos Pastor             | RCD Espanyol B    |
| Jordi Vinyals Martori           |                   |

## Resultats
| Amistosos |

| 31 juliol 1999 | CE Llançà | 0 – 9         | UE Figueres                                                                                  | Llançà                               |  |
|                |           | El Punt Diari | 8' 12' (p.) Piti · 18' Juli · 23' 38' (p.) Jordi · 55' 68' Samper · 73' Soler · 77' (p.p.) ? | Camp de futbol municipal · Naranjo · |  |

| 1 agost 1999 | CE Agullana         | 2 – 4         | UE Figueres                                   | Agullana                            |  |
|              | Cata 16' · Coco 62' | El Punt Diari | 10' Germán · 25' Oronoz · 67' Juli · 74' Peña | Camp de futbol municipal · Curras · |  |

| 7 agost 1999            | Palamós CF | 0 – 1         | UE Figueres | Palamós                                  |  |
| XX Torneig Gaspar Matas |            | El Punt Diari | 48' Oronoz  | Nou Estadi de Palamós · Sánchez Claver · |  |

| 11 agost 1999                        | CE Banyoles                         | 1 – 1 (pp.)     | UE Figueres                         | Banyoles                                                  |                                     |
| XXXI Torneig de l'Estany - Semifinal | Fernández 70'                       | El Punt Diari   | 25' Prieto                          | Nou Municipal de Banyoles · 400 espectadors · Sens Jané · |                                     |
|                                      |                                     | Tanda de penals |                                     |                                                           |                                     |
| Parés · Villaplana · Juanjo · Alias  | Parés · Villaplana · Juanjo · Alias | 3 – 5           | Bravo · Pons · Israel · Peña · Piti | Bravo · Pons · Israel · Peña · Piti                       | Bravo · Pons · Israel · Peña · Piti |

| 13 agost 1999                    | RCD Espanyol B | 1 – 0         | UE Figueres | Banyoles                                                |  |
| XXXI Torneig de l'Estany - Final | Jacinto 37'    | El Punt Diari |             | Nou Municipal de Banyoles · 600 espectadors · Aguilar · |  |

| 15 agost 1999 | Vilafant FC | 0 – 8         | UE Figueres                                                  | Vilafant                                  |  |
|               |             | El Punt Diari | 15' 47' 65' 68' Soler · 22' 40' Samper · 82' Peña · 83' Pons | Camp de futbol municipal · Quesada Quer · |  |

| 18 agost 1999 | UE Vilassar de Mar | 1 – 2         | UE Figueres              | Vilassar de Mar                                                  |  |
|               | Jacobo 53'         | El Punt Diari | 40' Pons · 65' (p.) Piti | Estadi Municipal Xevi Ramon · 150 espectadors · García Catalán · |  |

| 22 agost 1999 | UE Badaloní    | 2 – 4         | UE Figueres                               | Badalona                                                      |  |
|               | Moisés 20' 32' | El Punt Diari | 14' Peña · 41' Piti · 50' Pons · 80' Juli | Camp de futbol municipal · 300 espectadors · Corredor Pérez · |  |

| 1 setembre 1999 | UE Figueres | 0 – 4                        | RCD Espanyol                                          | Figueres                                                       |  |
| 21:30           |             | Mundo Deportivo El Punt Avui | 29' Casartelli · 34' Sergio · 72' Roger · 76' Serrano | Municipal de Vilatenim · 1.200 espectadors · Gutiérrez Carré · |  |

| Copa Catalunya |

| 29 maig 1999                                | Vilobí CF | 0 – 1         | UE Figueres | Vilobí d'Onyar                              |  |
| [Partit de 45 minuts] 1a ronda (triangular) |           | El Punt Diari | 41' Juli    | Camp de futbol municipal · Capdequí Blanc · |  |

| 29 maig 1999                                | CE Banyoles    | 1 – 0         | UE Figueres | Vilobí d'Onyar                              |  |
| [Partit de 45 minuts] 1a ronda (triangular) | Serra 40' (p.) | El Punt Diari |             | Camp de futbol municipal · Parisi Monreal · |  |

| Segona Divisió B-Grup 3 |

| 29 agost 1999 | UE Figueres | 1 – 0           | Yeclano Deportivo | Figueres                                           |  |
| Jornada 1     | Jordi 4'    | Mundo Deportivo |                   | Municipal de Vilatenim · Jesús Villanueva Angulo · |  |

| 5 setembre 1999 | CE Castelló                                             | 5 – 1           | UE Figueres | Castelló de la Plana               |  |
| Jornada 2       | Cruz 6' · Castillejo 17' · Braulio 55' · Mullor 79' 89' | Mundo Deportivo | 22' Jordi   | Nou Castàlia · Carlos Clos Gómez · |  |

| 12 setembre 1999 | UE Figueres | 1 – 0           | UE Alzira | Figueres                                             |  |
| Jornada 3        | Jordi 81'   | Mundo Deportivo |           | Municipal de Vilatenim · Jon Carlos Aguirre Huerga · |  |

| 18 setembre 1999 | FC Barcelona B | 0 – 2           | UE Figueres         | Barcelona                                  |  |
| Jornada 4        |                | Mundo Deportivo | 71' Cano · 90' Juli | Miniestadi · Juan Manuel Albiol González · |  |

| 26 setembre 1999 | UE Figueres         | 2 – 0           | UDA Gramenet | Figueres                                       |  |
| Jornada 5        | Peña 78' · Juli 82' | Mundo Deportivo |              | Municipal de Vilatenim · Ernesto Gómez Hoyas · |  |

| 3 octubre 1999 | Terrassa FC      | 1 – 2           | UE Figueres               | Terrassa                                              |  |
| Jornada 6      | Christiansen 16' | Mundo Deportivo | 32' (p.) Piti · 42' Jordi | Estadi Olímpic de Terrassa · Ángel Rodado Rodríguez · |  |

| 10 octubre 1999 | UE Figueres                | 3 – 1           | Ontinyent CF | Figueres                                           |  |
| Jornada 7       | Roberto 20' · Peña 73' 85' | Mundo Deportivo | 7' Lima      | Municipal de Vilatenim · Gorka Gardeazábal Gómez · |  |

| 12 octubre 1999 | CE Premià                 | 2 – 1           | UE Figueres | Premià de Mar                                       |  |
| Jornada 8       | Aldrich 36' · Bartrés 89' | Mundo Deportivo | 7' Dani     | Camp de futbol municipal · Abilio García Carreras · |  |

| 17 octubre 1999 | UE Figueres           | 2 – 2           | Hèrcules CF        | Figueres                                                    |  |
| Jornada 9       | Peña 67' · Samper 89' | Mundo Deportivo | 12' (p.) 47' Conte | Municipal de Vilatenim · Francisco Javier de Diego Pagola · |  |

| 24 octubre 1999 | FC Cartagena           | 2 – 0           | UE Figueres | Cartagena                                          |  |
| Jornada 10      | Keko 64' · Alberto 92' | Mundo Deportivo |             | Estadi Cartagonova · Francisco Ramón Hevia Obras · |  |

| 31 octubre 1999 | UE Figueres               | 3 – 0           | Lorca CF | Figueres                                       |  |
| Jornada 11      | Peña 19' 64' · Samper 20' | Mundo Deportivo |          | Municipal de Vilatenim · Eusebio Sáez García · |  |

| 7 novembre 1999 | CF Gandia               | 2 – 1           | UE Figueres | Gandia                                                  |  |
| Jornada 12      | Julián 38' · Marcos 86' | Mundo Deportivo | 1' Peña     | Estadi Guillermo Olagüe · Bartolomé Juan Soberats Mas · |  |

| 13 novembre 1999 | UE Figueres | 1 – 0           | València CF B | Figueres                                         |  |
| Jornada 13       | Samper 44'  | Mundo Deportivo |               | Municipal de Vilatenim · Óscar Gauna Rodríguez · |  |

| 20 novembre 1999 | CE Sabadell FC | 0 – 0           | UE Figueres | Sabadell                                  |  |
| Jornada 14       |                | Mundo Deportivo |             | Nova Creu Alta · José Luis Rebollo Soto · |  |

| 28 novembre 1999 | RCD Mallorca B                | 2 – 0           | UE Figueres | Palma                                              |  |
| Jornada 15       | Da Mota 33' (p.) · Chando 90' | Mundo Deportivo |             | Estadi Lluís Sitjar · Sergio Hernández Rodríguez · |  |

| 5 desembre 1999 | UE Figueres | 1 – 2           | Nàstic de Tarragona | Figueres                                        |  |
| Jornada 16      | Jordi 37'   | Mundo Deportivo | 13' Félix · 36' Leo | Municipal de Vilatenim · Rafael Gálvez Obrero · |  |

| 11 desembre 1999 | CE L'Hospitalet | 1 – 0           | UE Figueres | L'Hospitalet de Llobregat                                       |  |
| Jornada 17       | Javi 61' (p.)   | Mundo Deportivo |             | Estadi Municipal Futbol L’Hospitalet · Juan Armenta Fernández · |  |

| 19 desembre 1999 | UE Figueres | 1 – 0           | Novelda CF | Figueres                                        |  |
| Jornada 18       | Samper 71'  | Mundo Deportivo |            | Municipal de Vilatenim · César Bosqued Lafita · |  |

| 6 gener 2000 | Real Murcia CF           | 2 – 2           | UE Figueres             | Ciutat de Múrcia                                      |  |
| Jornada 19   | Cortina 40' · Aquino 91' | Mundo Deportivo | 64' Jordi · 82' Roberto | Estadi de La Condomina · José Luis García Domínguez · |  |

| 9 gener 2000 | Yeclano Deportivo | 0 – 3           | UE Figueres                     | Iecla                                            |  |
| Jornada 20   |                   | Mundo Deportivo | 24' Juli · 85' Pons · 86' Jordi | Estadi La Constitución · José María Gil García · |  |

| 16 gener 2000 | UE Figueres         | 2 – 0           | CE Castelló | Figueres                                          |  |
| Jornada 21    | Juli 26' · Dani 77' | Mundo Deportivo |             | Municipal de Vilatenim · Abilio García Carreras · |  |

| 23 gener 2000 | UE Alzira    | 1 – 1           | UE Figueres | Alzira                                                   |  |
| Jornada 22    | Madrigal 38' | Mundo Deportivo | 65' Juli    | Estadi Luis Suñer Picó · José Francisco Pinar Martínez · |  |

| 30 gener 2000 | UE Figueres | 0 – 1           | FC Barcelona B | Figueres                                               |  |
| Jornada 23    |             | Mundo Deportivo | 21' Mario      | Municipal de Vilatenim · Luis Miguel Martínez Terrén · |  |

| 5 febrer 2000 | UDA Gramenet                       | 4 – 1           | UE Figueres | Santa Coloma de Gramenet                                      |  |
| Jornada 24    | Nano 32' 50' · Uceda 77' · Edu 93' | Mundo Deportivo | 57' Jordi   | Nou Camp Municipal de Santa Coloma · Antonio Jávega Jiménez · |  |

| 13 febrer 2000 | UE Figueres | 0 – 0           | Terrassa FC | Figueres                                            |  |
| Jornada 25     |             | Mundo Deportivo |             | Municipal de Vilatenim · Juan Carlos Jaso Delgado · |  |

| 20 febrer 2000 | Ontinyent CF | 0 – 1           | UE Figueres | Ontinyent                           |  |
| Jornada 26     |              | Mundo Deportivo | 84' Samper  | El Clariano · Jesús Torija Arroyo · |  |

| 27 febrer 2000 | UE Figueres | 0 – 1           | CE Premià  | Figueres                                     |  |
| Jornada 27     |             | Mundo Deportivo | 11' Pepito | Municipal de Vilatenim · Carlos Clos Gómez · |  |

| 5 març 2000 | Hèrcules CF | 1 – 0           | UE Figueres | Alacant                                                 |  |
| Jornada 28  | Juanmi 76'  | Mundo Deportivo |             | Estadi José Rico Pérez · Miguel Ángel Ramírez Morales · |  |

| 12 març 2000 | UE Figueres | 1 – 1           | Cartagena FC  | Figueres                                          |  |
| Jornada 29   | Juli 75'    | Mundo Deportivo | 62' (p.) Keko | Municipal de Vilatenim · Juan Carlos Gil Oteiza · |  |

| 19 març 2000 | Lorca CF  | 1 – 1           | UE Figueres | Llorca                                                        |  |
| Jornada 30   | Silva 63' | Mundo Deportivo | 77' Peña    | Estadi Municipal de San José · Ignacio Joaquín García Mollá · |  |

| 25 març 2000 | UE Figueres                        | 3 – 0           | CF Gandia | Figueres                                          |  |
| Jornada 31   | Roberto 6' · Peña 85' · Germán 90' | Mundo Deportivo |           | Municipal de Vilatenim · Juan Armenta Fernández · |  |

| 1 abril 2000 | València CF B | 0 – 0           | UE Figueres | Paterna                                              |  |
| Jornada 32   |               | Mundo Deportivo |             | Ciutat Esportiva de Paterna · Enrique Ortiz Blanco · |  |

| 9 abril 2000 | UE Figueres                     | 3 – 1           | CE Sabadell FC | Figueres                                       |  |
| Jornada 33   | Juli 7' · Pons 9' · Roberto 16' | Mundo Deportivo | 26' Gago       | Municipal de Vilatenim · Rafael Romeo Moreno · |  |

| 16 abril 2000 | UE Figueres | 1 – 0           | RCD Mallorca B | Figueres                                         |  |
| Jornada 34    | Roberto 87' | Mundo Deportivo |                | Municipal de Vilatenim · José María Gil García · |  |

| 22 abril 2000 | Nàstic de Tarragona | 1 – 2           | UE Figueres        | Tarragona                                         |  |
| Jornada 35    | Masnou 65'          | Mundo Deportivo | 9' Peña · 60' Gusi | Nou Estadi de Tarragona · Néstor Herráez Prieto · |  |

| 30 abril 2000 | UE Figueres        | 2 – 0           | CE L'Hospitalet | Figueres                                           |  |
| Jornada 36    | Juli 7' · Dani 44' | Mundo Deportivo |                 | Municipal de Vilatenim · Miguel Ángel Ayza Gámez · |  |

| 7 maig 2000 | Novelda CF | 1 – 1           | UE Figueres | Novelda                                                  |  |
| Jornada 37  | Benja 40'  | Mundo Deportivo | 86' Prieto  | Estadi La Magdalena · Francisco Javier de Diego Pagola · |  |

| 14 maig 2000 | UE Figueres              | 2 – 4           | Real Murcia CF                                  | Figueres                                                              |  |
| Jornada 38   | Peña 26' · Piti 45' (p.) | Mundo Deportivo | 16' Arroyo · 27' Gil · 83' Cuxart · 90' Aguilar | Municipal de Vilatenim · 3.000 espectadors · José Luis Rebollo Soto · |  |

## Classificació
| Pos. | Equip               | J  | G  | E  | P  | GF | GC | DG  | pts. |
| --- | ------------------- | -- | -- | -- | -- | -- | -- | --- | ---- |
| 1r | CF Gandia           | 38 | 19 | 11 | 8  | 50 | 30 | +20 | 68   |
| 2n | Real Murcia CF      | 38 | 16 | 17 | 5  | 56 | 35 | +21 | 65   |
| 3r | UDA Gramenet        | 38 | 19 | 8  | 11 | 59 | 35 | +24 | 65   |
| 4t | Hèrcules CF         | 38 | 17 | 13 | 8  | 49 | 35 | +14 | 64   |
| 5è | RCD Mallorca B      | 38 | 15 | 18 | 5  | 56 | 33 | +23 | 63   |
| 6è | UE Figueres         | 38 | 17 | 6  | 12 | 48 | 39 | +9  | 60   |
| 7è | CE Castelló         | 38 | 16 | 10 | 12 | 48 | 44 | +4  | 58   |
| 8è | Cartagena FC        | 38 | 14 | 14 | 10 | 41 | 36 | +5  | 56   |
| 9è | Nàstic de Tarragona | 38 | 14 | 10 | 14 | 43 | 44 | -1  | 52   |
| 10è | CE L'Hospitalet     | 38 | 11 | 15 | 12 | 44 | 38 | +6  | 48   |
| 11è | FC Barcelona B      | 38 | 12 | 12 | 14 | 61 | 58 | +3  | 48   |
| 12è | CE Premià           | 38 | 12 | 11 | 15 | 42 | 52 | -10 | 47   |
| 13è | CE Sabadell FC      | 38 | 10 | 16 | 12 | 35 | 44 | -9  | 46   |
| 14è | UE Alzira           | 38 | 11 | 11 | 16 | 31 | 35 | -4  | 44   |
| 15è | Terrassa FC         | 38 | 10 | 12 | 16 | 35 | 53 | -18 | 42   |
| 16è | Novelda CF          | 38 | 11 | 9  | 18 | 33 | 52 | -19 | 42   |
| 17è | València CF B       | 38 | 9  | 13 | 16 | 33 | 52 | -19 | 40   |
| 18è | Yeclano Deportivo   | 38 | 10 | 8  | 20 | 39 | 51 | -12 | 38   |
| 19è | Ontinyent CF        | 38 | 9  | 11 | 18 | 47 | 64 | -17 | 38   |
| 20è | Lorca CF            | 38 | 8  | 12 | 18 | 31 | 59 | -28 | 36   |
| En groc, els equips que disputaren la lligueta de promoció a Segona Divisió A, i en vermell, els que descendiren a Tercera Divisió. |                     |    |    |    |    |    |    |     |      |

## Estadístiques individuals
| Jugador                             | P. | T. | S. | M.   | G. | TG | TV |
| ----------------------------------- | -- | -- | -- | ---- | -- | -- | -- |
| Esteve Moner Écija                  | 19 | 19 | 0  | 1710 | 0  | 1  | 0  |
| David Miranda Canet                 | 19 | 19 | 0  | 1710 | 0  | 1  | 0  |
| Luis Roberto García Toral           | 34 | 33 | 1  | 2969 | 5  | 9  | 0  |
| Javier Prieto Castro                | 34 | 33 | 1  | 2777 | 1  | 10 | 2  |
| Daniel Fernández Veiras             | 35 | 34 | 1  | 3017 | 3  | 11 | 1  |
| Juan López Bravo                    | 31 | 30 | 1  | 2571 | 0  | 6  | 2  |
| Jordi Freixa Hernández              | 23 | 18 | 5  | 1498 | 0  | 3  | 0  |
| José Antonio Oronoz Bidegain        | 11 | 7  | 4  | 714  | 0  | 3  | 0  |
| Carles Gimeno Cabezas               | 11 | 7  | 4  | 507  | 0  | 4  | 0  |
| Juan Manuel Pons Bascones           | 38 | 37 | 1  | 3350 | 2  | 3  | 0  |
| Pedro Piti Belmonte Rincón          | 36 | 34 | 2  | 3026 | 2  | 8  | 0  |
| Àngel Cortada Borràs                | 29 | 24 | 5  | 2181 | 0  | 8  | 2  |
| Pere Tarradellas Cámara             | 31 | 20 | 11 | 1767 | 0  | 4  | 0  |
| Germán Inglés Sánchez               | 20 | 4  | 16 | 547  | 1  | 1  | 1  |
| Jordi Martínez Filva                | 33 | 23 | 10 | 2114 | 8  | 5  | 0  |
| Juli Sunyer Serrat                  | 32 | 23 | 9  | 1991 | 8  | 3  | 0  |
| José Luis Peña Revilla              | 31 | 23 | 8  | 2185 | 11 | 4  | 0  |
| Juan José Samper Ferragut           | 24 | 13 | 11 | 1327 | 5  | 3  | 1  |
| Luis Enrique Díez Muñiz-Alique Gusi | 16 | 10 | 6  | 852  | 1  | 1  | 0  |
| José Cano Negro                     | 8  | 3  | 5  | 359  | 1  | 1  | 0  |
| Álvaro Iglesias Quintana            | 0  | 0  | 0  | 0    | 0  | 0  | 0  |